# Guri Stormoen
Guri Stormoen, född 10 september 1901 i Oslo, död 1 november 1974 i Stavanger, var en norsk skådespelare, dotter till Harald Stormoen och Inga Bjørnson, och halvsyster till Botten Soot.
Stormoen debuterade 1919 på Stormoens turnéteater, och spelade därefter på ett flertal scener: Chat Noir, Mayol och Edderkoppen Teater, Det Nye Teater och Rogaland Teater. I Stavanger var hon en ledande skådespelare i många år. Hon visade såväl komisk begåvning som realistisk människokännedom. Bland hennes många roller på Rogaland Teater hör Nille i Ludvig Holbergs Jeppe på berget och Mor Courage i Bertolt Brechts pjäs med samma namn.
Hon var aktiv inom filmen från Felix (1921) till Toya (1956), och är särskilt ihågkommen för sin insats som Mathilde i Tancred Ibsens Tattarbruden (1937).

## Filmografi
Efter Internet Movie Database:
- 1921 – Felix
- 1937 – To levende og en død
- 1937 – Tattarbruden
- 1938 – Ungen
- 1940 – Vildmarkens sång
- 1942 – Jeg drepte!
- 1942 – Det æ'kke te å tru
- 1942 – Herre med mustasch
- 1943 – Vigdis
- 1946 – Et spøkelse forelsker seg
- 1951 – Storfolk og småfolk
- 1951 – Ukjent mann
- 1953 – Ung frue forsvunnet
- 1953 – Brudebuketten
- 1954 – Troll i ord
- 1956 – Toya rymmer
- 1960 – Veien tilbake
- 1969 – De gamle damene (TV-film)
- 1970 – Nattmagasinet (TV-film)